# Historias lamentables
Historias lamentables és una pel·lícula espanyola de comèdia estrenada en 2020 a Amazon Prime Video. La pel·lícula està dirigida per Javier Fesser i protagonitzada per repartiment coral que es veu embolicat en històries d'humor interconnectades. La pel·lícula va obtenir 3 nominacions als Premis Goya i dos als Premis Feroz.

## Sinopsi
«Ramón és un jove apocat a punt d'heretar l'imperi aixecat pel seu rigorós i hermètic pare. Bermejo és un estiuejant metòdic malaltís de l'ordre i enemic de la improvisació. Ayoub, un africà sense papers que persegueix el seu somni acompanyat per una dona insuportable. I Alipio és un petit empresari sumit en la ludopatia i la desesperació.»

## Repartiment
- Pol López com Ramón
- Chani Martín com Bermejo
- Laura Gómez-Lacueva com Tina
- Matías Janick com Ayoub
- Alberto Castrillo-Ferrer com Alipio
- Miguel Lago Casal com José Ángel
- Chema Trujillo com Enciso
- Rosario Pardo com Rosario
- Gerald B. Fillmore com Ryan
- Bárbara Grandío com Alina
- Gloria Albalate com Sra de Pellicer
- Rosalinda Galán com Comandante Navas
- César Maroto com Benito
- Cristina Acosta com Laura
- Silvia de Pé com Clara
- Teresa Guillamón com María del Rayo
- Fernando Sansegundo com Don Horacio
- José Troncoso com Presentador
- Itziar Castro com Ingrid Müller

## Premis i nominacions
Premis Goya
| Any  | Categoria                                                   | Resultat |
| ---- | ----------------------------------------------------------- | -------- |
| 2021 | Millor actor revelació a Matías Janick                      | Nominat  |
| 2021 | Millor guió original a Clar García i Javier Fesser          | Nominat  |
| 2021 | Millors efectes especials a Raúl Romanillos i Míriam Piquer | Nominada |

### Premis Feroz
| Any  | Categoria                                      | Resultat  |
| ---- | ---------------------------------------------- | --------- |
| 2021 | Millor pel·lícula de comèdia                   | Nominada  |
| 2021 | Millor guió a Claro García i Javier Fesser     | Nominat   |
| 2021 | Millor trailer a Javier Fesser i Rafa Martínez | Guanyador |

### Yago Awards
| Any  | Categoria                                     | Resultat   |
| ---- | --------------------------------------------- | ---------- |
| 2021 | Premi com 'no nominada' a Laura Gómez-Lacueva | Guanyadora |